# Abrauchen (Chemie)

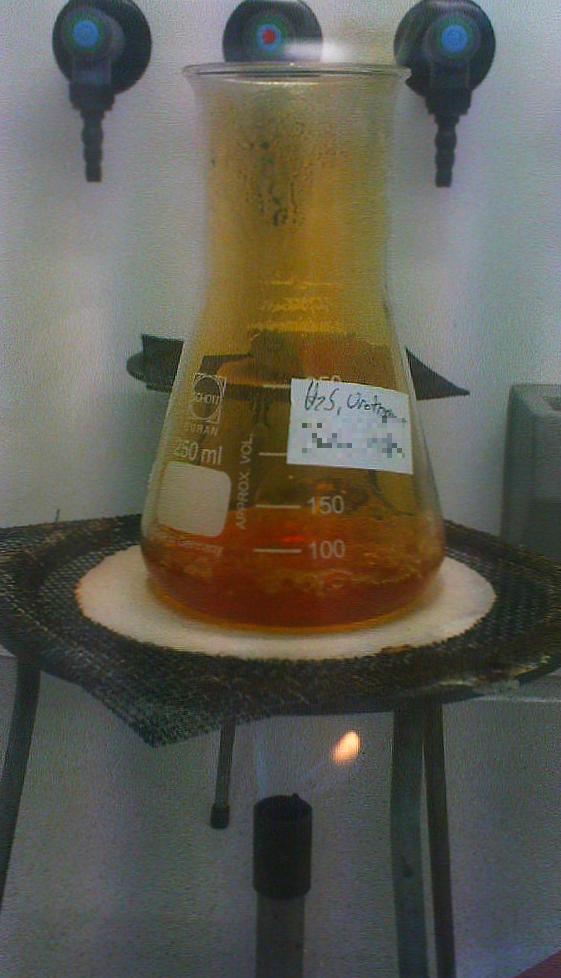
Abrauchen von Salpetersäure mit Salzsäure

Das Abrauchen ist ein Trennverfahren in der Chemie, das unter anderem beim Säureaufschluss
genutzt wird. Ziel dabei ist es, für die chemische Analyse störende Ionen aus einer Probe zu entfernen. Seinen Namen hat dieses Verfahren von den dabei aufsteigenden Dämpfen. 
Dabei wird eine meist wasserunlösliche, ionische Substanz zusammen mit einer starken Säure bis 
kurz unter deren Siedepunkt erhitzt. Die Anionen der Säure verdrängen die Anionen der Substanz in die Lösung, wo die verdrängten Ionen mit den Protonen der Säure reagieren und die entstehenden Moleküle bei der fortschreitenden Einengung der verdampfenden Lösung mitgerissen werden. Nach vollständigem Ablauf der Reaktion wird so z. B. aus einem Gemisch von Salzen mit verschiedenen Anionen eine Lösung von Salzen mit gleichen Anionen.
Für das Abrauchen wird meist Salpetersäure oder Schwefelsäure verwendet. Zum Abrauchen von Phosphaten und Silikaten ist Schwefelsäure jedoch nicht geeignet, da diese nicht von ihr verdrängt werden. In solch einem Fall kann z. B. Perchlorsäure mit entsprechenden Sicherheitsvorkehrungen verwendet werden.
Nach dem Abrauchen mit Salpetersäure muss anschließend oft mit Salzsäure oder einer anderen sehr starken Säure abgeraucht werden, da die Nitrationen der Salpetersäure später stören würden. Der Vorgang wird im Abzug durchgeführt, da nitrose Gase frei werden (rotbraunes Stickstoffdioxid im Bild).